# Presidenti della Repubblica di Cipro
Questo è un elenco dei presidenti della Repubblica di Cipro dal 1960 ad oggi.
Essendo la Repubblica di Cipro, fin dalla sua fondazione, di tipo presidenziale, il Presidente è al tempo stesso capo dello Stato e capo del governo.

## Lista
| Presidente | Presidente | Presidente                  | Partito                                                               | Elezione                    | Mandato          | Mandato           |
| Presidente | Presidente | Presidente                  | Partito                                                               | Elezione                    | Inizio           | Fine              |
| ---------- | ---------- | --------------------------- | --------------------------------------------------------------------- | --------------------------- | ---------------- | ----------------- |
| 1          |            | Arcivescovo Makarios III    | Indipendente                                                          | 1959, 1968, 1973            | 16 agosto 1960   | 15 luglio 1974    |
| -          |            | Nikos Sampson de facto      | EOKA-B (organizzazione paramilitare)                                  | A seguito di colpo di Stato | 15 luglio 1974   | 23 luglio 1974    |
| -          |            | Glafkos Klerides ad interim | Partito Democratico Unito                                             | ad interim                  | 23 luglio 1974   | 7 dicembre 1974   |
| (1)        |            | Arcivescovo Makarios III    | Indipendente                                                          | restaurato                  | 7 dicembre 1974  | 3 agosto 1977 (†) |
| 2          |            | Spyros Kyprianou            | Partito Democratico                                                   | 1978, 1983                  | 3 settembre 1977 | 28 febbraio 1988  |
| 3          |            | Georgios Vassiliou          | Indipendente (supporto da Partito Progressista dei Lavoratori)        | 1988                        | 28 febbraio 1988 | 28 febbraio 1993  |
| 4          |            | Glafkos Klerides            | Raggruppamento Democratico                                            | 1993, 1998                  | 28 febbraio 1993 | 28 febbraio 2003  |
| 5          |            | Tassos Papadopoulos         | Partito Democratico (supporto da Partito Progressista dei Lavoratori) | 2003                        | 28 febbraio 2003 | 28 febbraio 2008  |
| 6          |            | Dīmītrīs Christofias        | Partito Progressista dei Lavoratori                                   | 2008                        | 28 febbraio 2008 | 28 febbraio 2013  |
| 7          |            | Nikos Anastasiadīs          | Raggruppamento Democratico                                            | 2013, 2018                  | 28 febbraio 2013 | 28 febbraio 2023  |
| 8          |            | Nikos Christodoulidīs       | Indipendente (supporto da DIKO, EDEK, KA e DIPA)                      | 2023                        | 28 febbraio 2023 | in carica         |